# Tayc
Tayc, né Julien Bouadjie Kamgang le 2 mai 1996 à Marseille, est un chanteur, auteur-compositeur-interprète et danseur français.
En 2024, il est le deuxième artiste français le plus écouté dans le monde sur Spotify, aux côtés de David Guetta, DJ Snake et Aya Nakamura.

## Biographie

### Jeunesse
Tayc naît le 2 mai 1996 à Marseille ; ses parents sont d’origine camerounaise. Il commence sa carrière musicale en 2012 lorsqu'il s'installe à Paris. Il s'est essayé au théâtre et à la danse avant de se consacrer au chant et à l'écriture.

### Carrière

#### Débuts (2017)
Son premier projet, une mixtape de 10 chansons, baptisée Alchemy, sort le 30 mai 2017.

#### H.E.L.I.O.S(2018-2019)
Le 27 juillet 2018, il publie une deuxième mixtape comportant 14 chansons, intitulée H.E.L.I.O.S.
Le 15 février 2019, Tayc dévoile NYXIA, son premier album. Ce dernier est réédité deux fois : NYXIA Tome II paraît le 21 juin 2019 et NYXIA Tome III est publié le 13 décembre 2019. En juin 2019, il sort le clip de la chanson Ewondo ou Bami en collaboration avec le saxophoniste camerounais Manu Dibango. Dans cette chanson extraite de Nyxia Tome II, il dévoile ses origines camerounaises et met en valeur la culture de ce pays d'Afrique centrale.
Tayc organise son premier grand concert à Paris le 19 octobre 2019 au Trianon de Paris.

#### Fleur froide(2020-2022)
Le 22 juin 2020, il sort le single N'y pense plus, et un clip réalisé par Kevin Still et premier extrait de son album Fleur froide, qui sort le 4 décembre 2020 . Le disque est certifié triple platine. Sous-titré Second état : la cristallisation, l'album est réédité le 19 novembre 2021, agrémenté de nombreux titres supplémentaires.
Le 26 novembre 2021, il remporte l'émission Danse avec les stars en compagnie de Fauve Hautot sur TF1 en finale face à Bilal Hassani et Michou,.
La même année, il fait ses premiers pas en tant qu'acteur en jouant l'un des rôles principaux (celui d'un rappeur prénommé Marcus) dans la minisérie Christmas Flow, sortie sur Netflix le 17 novembre 2021.
En août 2022, il sort en collaboration avec Jason Derulo le clip No No No.
En octobre 2022, il apparaît en duo avec Zaho pour le clip de Solo.

#### Room 69(2023)
En mai 2023, il sort l'EP Room 69.

#### Héritage(2023-2024)
Fin 2023, lui et Dadju annoncent la sortie d'un album en commun. L'album sort en février 2024.
En mars 2024, il a un succès mondial avec le titre Yimmy, Yimmy en collaboration avec Shreya Ghoshal et Rajat Nagpal (en). C'est un remix du titre N’y pense plus de Tayc sorti en 2020.
En juillet 2024, il est le deuxième artiste français le plus écouté dans le monde sur Spotify, aux côtés de David Guetta, DJ Snake et Aya Nakamura.

## Origine du pseudonyme
« Tayc » est l'acronyme de « Take All You Can » (« Prend tout ce que tu peux » en anglais),.

## Vie privée

### Vie sentimentale et descendance
De l'été 2022 jusqu'à début 2023, il est en couple avec une Américaine nommée Brady. En juin 2024, elle fait plusieurs révélations sur lui sur TikTok dont l'abus émotionnel, et l'utilisation de sa voix sans son consentement sur la chanson Success.
En février 2024, lors d'une interview il révèle avoir été récemment père d'un fils, né le 18 novembre 2023.

### Décès de son manageur et ami d'enfance
En août 2024, il perd son manageur et ami d'enfance, Kévin Corne dit Kévin D'en Haut, à l'âge de 28 ans,,. Le 24 novembre 2024, il sort le titre Pōseïdøn dans lequel il lui rend hommage.

## Discographie

### Singles
- 2017 : Le Verre de trop
- 2017 : Gendre parfait
- 2018 : Marabout
- 2018 : Nelly
- 2018 : Huis clos
- 2018 : Jenevah
- 2018 : Palavra  Or
- 2019 : Pas prête
- 2019 : JVMVIS (intro)
- 2019 : Ma Lov'
- 2019 : Promis juré
- 2019 : Ewondo ou Bami (feat. Manu Dibango)
- 2019 : C'est lui
- 2019 : Aloviou  Or
- 2019 : Comme toi
- 2019 : Moi je prouve (feat. Barack Adama)  Or[27]

- 2020 : Léwé
- 2020 : N'y pense plus  Diamant[28]
- 2020 : N'y pense plus (Caribean Version)
- 2020 : Ride (feat. Leto)  Platine[29]
- 2020 : Comme toi Platine[30]
- 2021 : Parle-moi
- 2021 : Le Temps  Diamant[31]
- 2021 : Dis-moi comment  Or[32]
- 2021 : D O D O  Diamant[33]
- 2022 : D O D O (Adekunle Gold Version) (feat. Adekunle Gold)
- 2022 : Sans effet
- 2022 : No No No (feat. Jason Derulo)
- 2022 : Anogo
- 2023 : Carry me
- 2023 : Room 69
- 2024: Yimmy Yimmy (feat. Shreya Ghoshal, Rajat Nagpal)
- 2024 : Pōseïdøn

### Collaborations
- 2018 : 
  - Rawdolff feat. Tayc - Dana
- 2019 : 
  - DJ Leska feat. Barack Adama, Tayc - Tu mens (sur l'album Encore lui)
  - Dadju feat. Tayc - Please (sur l'album Poison ou Antidote)
  - Lefa feat. Tayc - Trip (sur l'album Fame)

- 2020 : 
  - Abou Debeing feat. Tayc - Meilleurs (sur l'EP Mon Histoire - Part 1)
  - DJ R'AN feat. Tayc - Cocktail (sur l'album Outsider)
  - Barack Adama feat. Lefa, Tayc - Mes défauts (sur l'EP Libertad (Chapitre 2))
  - Gracy Hopkins feat. Tayc - Melody
  - Vegedream feat. Tayc - Pour nous (sur l'album La Boîte de Pandore)
  - Dinos feat. Tayc - Je Wanda (sur l'album Stamina, Memento)  Or
  - S.Pri Noir feat. Tayc - Si tu savais (sur l'album État d'esprit - Saison 999)
- 2021 : 
  - Dinor feat. Tayc - Trop parler
  - Josman feat. Tayc - My Love
  - Lefa feat. Tayc - Sorry (sur l'EP Code PIN)
  - Sneazzy feat. Tayc - Drip
  - Soolking feat. Tayc - Bye Bye
  - Serge Ibaka feat. Tayc - Leggo
  - Elams, Naza, Tayc, Jul, Vegedream, Naps, Lynda, Saf, Thabiti - Cœur de pirate (sur l'album Le Classico organisé)
  - Maska feat. Tayc - Jamaimer (sur l'EP Étoiles de Jour, Part 1)
  - Rohff feat. Tayc - Official (sur l'album Grand Monsieur)
  - Guy2Bezbar feat. Tayc - Nana (sur l'album Coco Jojo)
  - Tayc feat. Fally Ipupa - Suis-moi
- 2022 : 
  - Ocevne et Tayc - Last Time
  - Barack Adama feat. Tayc - Tu pourrais (sur l'album Black House)
  - Barack Adama feat. Lylah, Megaski, Tayc, Ocevne et Titaï - La fête (sur l'album Black House)
  - 4.4.2, Tayc, Soolking feat. Jul, Naza - Va bene
  - Bigflo & Oli feat. Tayc - Une belle chanson (sur l'album Les autres c'est nous)
  - Joyca feat. Tayc - Tes nuits
  - Zaho feat. Tayc - Solo
  - Gims feat. Tayc - Te amo (sur l'album Les Dernières Volontés de Mozart)
- 2023 : 
  - Niro feat. Tayc - Parti de rien (sur l'album Taulier)
  - Black M feat. Tayc - Otages (sur l'album La Légende Black)
  - Nej' feat. Tayc - Pardonne-moi (sur l'album Athéna)
  - Teniola Apata feat. Tayc - Mercredi (sur l'album TEARS OF SUN)
- 2024 :
  - Ama Louise feat. Tayc - Send Your Loving [Remix]
  - Calema feat. Tayc - Dis-Le Moi
  - Naza feat. Tayc - Tu es à moi
  - Guy2Bezbar feat. Tayc - Coco
  - Candice feat. Tayc - Jolie coeur
- 2025 :
  - Calema feat. Tayc - Aimer À Moitié (Calema X Tayc Remix)
  - Candice feat. Tayc - Promets-moi

## Filmographie

### Séries
- 2021 : Christmas Flow de Henri Debeurme, Marianne Levy et Victor Rodenbach : Marcus (série télévisée sur Netflix)[34]
- 2023 : Jusqu'ici tout va bien de Nawell Madani : lui-même (série télévisée sur Netflix)

### Documentaires
- 2025 : Richard Orlinski : The Art Documentary de David Serero : invité

## Distinctions
| Année | Prix                         | Catégorie                                                       | Résultat   |
| ----- | ---------------------------- | --------------------------------------------------------------- | ---------- |
| 2020  | NRJ Music Awards 2020        | Révélation francophone de l'année                               | Nomination |
| 2021  | NRJ Music Awards 2021        | Artiste masculin francophone de l'année                         | Nomination |
| 2021  | NRJ Music Awards 2021        | Clip de l'année (Le Temps)                                      | Nomination |
| 2022  | NRJ Music Awards 2022        | Artiste masculin francophone de l'année                         | Nomination |
| 2023  | NRJ Music Awards 2023        | Social Hit (Room 69)                                            | Nomination |
| 2023  | Trace Awards                 | Best Artist - France & Belgium                                  | Lauréat    |
| 2023  | Trace Awards                 | Best dancer                                                     | Nomination |
| 2024  | NRJ Music Awards 2024        | Collaboration francophone de l'année (feat. Dadju - I Love You) | Lauréat    |
| 2024  | MTV Europe Music Awards 2024 | Meilleur artiste français                                       | Nomination |
| 2025  | Forbes 30 Under 30 Europe    | Entertainment                                                   | Inclus     |

## Polémiques

### Accusation de racisme envers les femmes noires
De nombreux tweets postés entre 2012 et 2013, insultants contre les femmes noires et les Antillais, font surface en 2020. Dans ces tweets, il se moque des femmes noires et de leurs tissages et affirme que les Antillais sont « des esclaves ».
Il réagit en publiant deux vidéos sur les réseaux sociaux en affirmant qu'il aurait été victime de piratage.

### «Danses sexuelles»avec ses fans sur scène
En août 2021, des internautes se déclarent choqués parce qu'une des spectatrices de son showcase bordelais, montée sur scène, a twerké et s'est frottée contre lui.

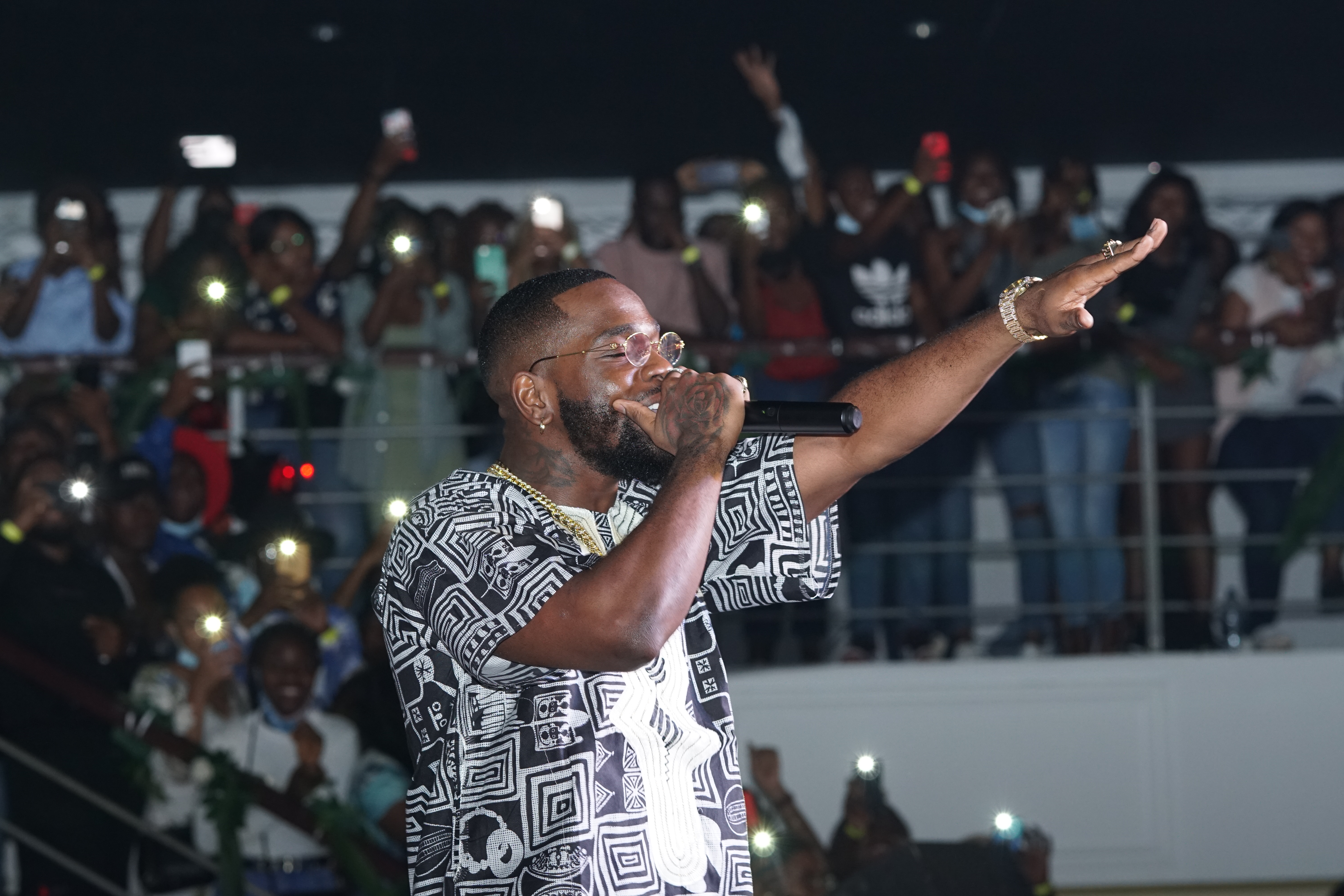
Tayc en showcase à la salle du saphir à Akwa Décembre 2020

En août 2022, il cause la séparation d'un couple après un concert en Côté d'Ivoire à l'Ivoire Golf Club, où il demande à une fan de monter sur scène. Le compagnon réagit : « J'ai vécu cela comme une trahison… Maintenant, je ne peux plus marcher la tête haute avec elle à mes côtés. » Tayc répond : « C'était un moment incroyable, pourquoi blâmer la jeune femme? » Le 22 mars 2023, dans une interview sur Skyrock, il dément en disant que « c'était monté de toutes pièces »[réf. nécessaire].

### Musique«chrétienne»
En juillet 2022, il est au cœur d'une polémique sur TikTok et Twitter après avoir teasé une chanson dans laquelle on l'entend célébrer le nom Jéhovah. Il déclare cependant que ce son n'est pas destiné à la communauté chrétienne. Certains l'accusent de stratégie marketing. Il réagit en déclarant « La chanson n’était pas que pour les chrétiens, mais destinée à tous ceux qui croient en Dieu d’un cœur pur. »

### Reniflage de sous-vêtement pour femmes
En septembre 2022, une vidéo montrant Tayc récupérer et sentir une petite culotte lancée par une personne sur scène lors d'un concert devient virale sur les réseaux sociaux,. Il réagit dans un tweet avec humour : « C’était ma culotte wsh. »

### Accusation d’apologie du viol conjugal
En février 2023, le titre Quand tu dors suscite une polémique sur les réseaux sociaux. Tayc est accusé de romantiser et de promouvoir le viol conjugal. Il présente ses excuses : « J’ai pris conscience qu’elle avait sévèrement heurté l’opinion publique. (...) Je refuse que ma musique serve un messsage ambigu. »
Face à ce buzz, il retire la chanson des plateformes de streaming afin de la réécrire.
Dans le même temps, les paroles d'une autre de ses chansons, Entremood, datant de 2019, font surface et polémique : « Elle est mineure mais elle a un de ces corps. »